# Microcódigo
Un microcódigo o microprograma es el nombre de una serie de instrucciones o estructuras de datos implicados en la implementación de lenguaje máquina de nivel más bajo en muchos procesadores , especialmente los microprogramados . El Microcódigo está almacenado en una memoria que es de acceso muy rápido.

## Breve reseña histórica
El diseño de microprocesadores de propósito general conoce dos técnicas que conducen a una clasificación de éstos en dos grupos:
- Los microprocesadores "cableados": aquellos que tienen una unidad de control específicamente diseñada sobre el silicio para un juego de instrucciones concreto.
- Los microprocesadores "microprogramados": aquellos que tienen una unidad de control genérica o prediseñada y que implementan un juego de instrucciones u otro dependiendo de un microprograma.

En los primeros años de la "era del silicio", el diseño de microprocesadores cableados resultaba enormemente costoso debido a que son muy complejos y no existían herramientas adecuadas para diseñar y verificar la corrección de los diseños.
Por este motivo, era habitual que los microprocesadores fueran gobernados por un microprograma, mucho más sencillo de diseñar. Una vez creada una unidad de control microprogramada, era posible replicarla en todos los modelos de microprocesador. La única diferencia entre unos y otros radicaba en el microprograma utilizado.
Hoy día la microprogramación ha desaparecido prácticamente por completo. Esto se debe a los siguientes factores:
- Ya existen herramientas avanzadas para diseñar complejas unidades de control con millones de transistores litografiados. Estas herramientas prácticamente garantizan la ausencia de errores de diseño.
- Las unidades de control cableadas tienen un rendimiento significativamente mayor que cualquier unidad microprogramada, resultando más competitivas.

## En qué consiste
Un microprograma es una secuencia de datos binarios o microinstrucciones que representan señales eléctricas internas de la unidad de control de un microprocesador.
Unas pocas de estas microinstrucciones implementan una instrucción completa del microprocesador.
Por ejemplo, la instrucción "sumar dos registros" típica de cualquier microprocesador, se implementa mediante la activación y desactivación de un conjunto reducido de señales eléctricas en el banco de registros y la unidad aritmético-lógica. En concreto, el microprograma de esta instrucción significaría:
- Activar las señales de selección de registro como primer operando de la ALU.
- Activar las señales de selección de registro como segundo operando de la ALU.
- Activar las señales de selección de operador para que corresponda a la suma en la ALU.
- Esperar unos ciclos de reloj hasta que la operación esté completada.
- Activar la señal de escritura en el registro acumulador.

## Morfología de una microinstrucción
La microinstrucción es una palabra binaria con tantos bits como señales de control existan en el microprocesador. Generalmente no son múltiplos de ocho bits porque no existe ninguna necesidad de alineamiento. Un bit a "cero" indica que la señal no debe activarse. Un bit a "uno" indica lo contrario.
Los bits de una microinstrucción se organizan, conceptualmente, en campos. Cada campo representa un conjunto de señales eléctricas relacionadas entre sí.
Este es un ejemplo (ficticio) de formato de microinstrucción:
```
  bit:    00 01 02 03 04 05 06 07 08 09 10 11 12 13 14 15 16 17 
         +-----------+-----------+-----------+-----------------+
  campo:   registro    registro    operación  salto siguiente
           operando 1  operando 2  ALU        instrucción
```

Este ejemplo tiene cuatro campos. Los bits 00 a 03 permiten seleccionar un registro como operando
de la ALU. Tratándose de 4 bits, se puede seleccionar uno de 2^4=dieciséis registros del microprocesador. Los bits 04 a 07 son análogos para el segundo operando. Los bits 08 a 11 indican el tipo de operación aritmética que debe realizar la unidad aritmético-lógica (suma, resta, multiplicación, etc.). El último campo, bits 12 a 15, indican cuál es la siguiente microinstrucción. Se trata de un desplazamiento (positivo o negativo) que hace saltar hacia atrás o hacia delante.

### Multiplexación
Existen algunos campos que nunca se utilizan simultáneamente. Por ejemplo, el campo operación
de la unidad aritmético-lógica y una dirección de memoria. Para ahorrar memoria, es posible utilizar
el mismo conjunto de bits para campos distintos. Así, una microinstrucción puede tener formatos diferentes. El formato a utilizar se distingue mediante algún bit adicional. Ejemplo:
```
  bit:    "0" 01 02 03 04 05 06 07 08 09 10 11 12 13 14 15 16 17 18
          +--+-----------+-----------+-----------+-----------------+
  campo:      registro    registro    operación   salto siguiente
              operando 1  operando 2  ALU         instrucción
  bit:    "1" 01 02 03 04 05 06 07 08 09 10 11 12 13 14 15 16 17 18
          +--+-----------+-----------------------+--+--------------+
  campo:      registro     dirección de memoria   op salto siguiente
              operando 1                             instrucción
```

El primer bit distingue qué formato se está utilizando. El segundo formato correspondería
a instrucciones de transferencia con memoria (lectura o escritura).

## Implementación

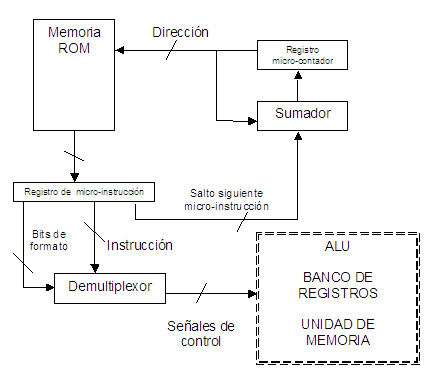

Una unidad de control microprogramada consiste esencialmente en "microprocesador dentro del microprocesador", y consta de elementos análogos aunque mucho más simplificados:
- Una memoria de programa. Suele ser una pequeña memoria de solo lectura que incluye todo el microprograma.
- Un "micro-contador de programa": un registro que indica cual es la microinstrucción en curso.
- Un "registro de micro-instrucción": contiene la microinstrucción en curso.
- Un demultiplexor, en caso de que existan campos multiplexados.
- Un pequeño sumador, que permite los saltos de una instrucción a otra.
- Una señal de reloj: que indica la duración de cada microinstrucción.